# Burlesca per pianoforte e orchestra
Burlesca per Pianoforte e Orchestra (in tedesco Burleske für Klavier und Orchester) è una composizione musicale per pianoforte e orchestra scritta nel 1886 da Richard Strauss.

## Storia
Nel 1886 Strauss lavorava per l'orchestra del Duca di Meiningen, diretta da Hans von Bülow, che sovente si esibiva in concerti suonando un repertorio pianistico accompagnato da orchestra. Questo portò Strauss a scrivere un componimento dedicato a questo organico, inizialmente con il nome di Scherzo, ma venne rifiutato da Hans che lo giudicò non eseguibile. Qualche anno più tardi il pianista Eugène d'Albert esortò Strauss a riprenderlo; il brano venne quindi eseguito dallo stesso Eugène il 21 giugno 1890, con Strauss a dirigere l'orchestra, al Festival di Eisenach. In questa occasione venne eseguita anche l'opera Morte e trasfigurazione.

## Organico
L'opera è scritta per pianoforte solista accompagnato da una piccola orchestra con i seguenti strumenti: 3 flauti, 2 oboi, 2 clarinetti, 2 fagotti, 4 corni, 2 trombe, timpani, violini primi e secondi, viole, violoncelli, contrabbassi.

## Analisi
L'opera è formata da un unico movimento, Allegro; scritta in forma sonata, vengono esposti due temi in re maggiore e in fa maggiore, per poi proseguire con lo sviluppo e la ripresa, dove vengono modulati in re minore e re maggiore. A questo punto la cadenza affidata al solista porta alla coda conclusiva del brano.

## Esecuzioni e registrazioni
- Prima esecuzione, 21 giugno 1890 ad Eisenach, diretta dall’autore, con Eugen d'Albert al pianoforte.
- Aprile 1903, prima esecuzione negli Stati Uniti, Boston Symphony diretta da Wilhelm Gericke, Heinrich Gebhard al pianoforte.
- 3 febbraio 1924, Teatro Augusteo di Roma, diretta dall’autore, con Alfred Blumen al pianoforte e con l’orchestra della Regia Accademia di Santa Cecilia[2]
- 1937, prima esecuzione in Australia, Melbourne Symphony Orchestra diretta da Georg Schnéevoigt, Vera Bradford al pianoforte.
- 19 ottobre 1947, Royal Albert Hall di Londra, Philharmonia Orchestra diretta dall’autore, Alfred Blumen al pianoforte. Questo concerto, di cui esiste la registrazione discografica, è l’ultimo di Strauss[3]

Ci sono diverse registrazioni dell'opera, tre delle quali condotte dallo stesso compositore. Le più importanti registrazioni comprendono:
| Solista          | Orchestra                                             | Direttore           | Data | Etichetta           |
| ---------------- | ----------------------------------------------------- | ------------------- | ---- | ------------------- |
| Claudio Arrau    | Chicago Symphony Orchestra                            | Désiré Defauw       | 1953 | Arlecchino ARL 54   |
| Alfred Blumen    | Philharmonia Orchestra                                | Richard Strauss     | 1947 | Testament SBT2 1441 |
| Byron Janis      | Chicago Symphony Orchestra                            | Fritz Reiner        | 1977 | RCA                 |
| Daniel Barenboim | Berliner Philharmoniker                               | Zubin Mehta         | 1985 | CBS                 |
| Malcolm Frager   | Sächsische Staatskapelle Dresden                      | Rudolf Kempe        | 1976 | EMI                 |
| Ian Hobson       | Philharmonia Orchestra                                | Norman Del Mar      | 1987 | Arabesque           |
| William Kapell   | Orchestra Sinfonica di Pittsburgh                     | Fritz Reiner        | 1948 | Marston             |
| Marcelle Meyer   | Orchestre de la Société des Concerts du Conservatoire | André Cluytens      | 1943 | Intense Media       |
| Rudolf Serkin    | New York Philharmonic                                 | Dimitri Mitropoulos | 1958 | Hunt                |